# Hollandia a 2018. évi téli olimpiai játékokon
Hollandia a dél-koreai Phjongcshangban megrendezett 2018. évi téli olimpiai játékok egyik részt vevő nemzete volt. Az országot az olimpián 4 sportágban 33 sportoló képviselte, akik összesen 20 érmet szereztek.

## Érmesek
| Érem  | Versenyző                                                           | Sportág                    | Versenyszám       |
| ----- | ------------------------------------------------------------------- | -------------------------- | ----------------- |
| Arany | Kjeld Nuis                                                          | Gyorskorcsolya             | Férfi 1000 m      |
| Arany | Kjeld Nuis                                                          | Gyorskorcsolya             | Férfi 1500 m      |
| Arany | Sven Kramer                                                         | Gyorskorcsolya             | Férfi 5000 m      |
| Arany | Jorien ter Mors                                                     | Gyorskorcsolya             | Női 1000 m        |
| Arany | Ireen Wüst                                                          | Gyorskorcsolya             | Női 1500 m        |
| Arany | Carlijn Achtereekte                                                 | Gyorskorcsolya             | Női 3000 m        |
| Arany | Esmee Visser                                                        | Gyorskorcsolya             | Női 5000 m        |
| Arany | Suzanne Schulting                                                   | Rövidpályás gyorskorcsolya | Női 1000 m        |
| Ezüst | Patrick Roest                                                       | Gyorskorcsolya             | Férfi 1500 m      |
| Ezüst | Jorrit Bergsma                                                      | Gyorskorcsolya             | Férfi 10 000 m    |
| Ezüst | Ireen Wüst                                                          | Gyorskorcsolya             | Női 3000 m        |
| Ezüst | Antoinette de Jong Marrit Leenstra Ireen Wüst Lotte van Beek        | Gyorskorcsolya             | Női csapat        |
| Ezüst | Sjinkie Knegt                                                       | Rövidpályás gyorskorcsolya | Férfi 1500 m      |
| Ezüst | Yara van Kerkhof                                                    | Rövidpályás gyorskorcsolya | Női 500 m         |
| Bronz | Marrit Leenstra                                                     | Gyorskorcsolya             | Női 1500 m        |
| Bronz | Antoinette de Jong                                                  | Gyorskorcsolya             | Női 3000 m        |
| Bronz | Koen Verweij                                                        | Gyorskorcsolya             | Férfi tömegrajtos |
| Bronz | Irene Schouten                                                      | Gyorskorcsolya             | Női tömegrajtos   |
| Bronz | Jan Blokhuijsen Sven Kramer Koen Verweij Patrick Roest              | Gyorskorcsolya             | Férfi csapat      |
| Bronz | Yara van Kerkhof Jorien ter Mors Lara van Ruijven Suzanne Schulting | Rövidpályás gyorskorcsolya | Női 3000 m váltó  |

## Gyorskorcsolya
Férfi
| Versenyző       | Versenyszám | Eredmény | Helyezés |
| --------------- | ----------- | -------- | -------- |
| Jorrit Bergsma  | 10 000 m    | 12:41,98 |          |
| Jan Blokhuijsen | 5000 m      | 6:14,75  | 7.       |
| Sven Kramer     | 5000 m      | 6:09,76  |          |
| Sven Kramer     | 10 000 m    | 13:01,02 | 6.       |
| Ronald Mulder   | 500 m       | 34,839   | 7.       |
| Kjeld Nuis      | 1000 m      | 1:07,95  |          |
| Kjeld Nuis      | 1500 m      | 1:44,01  |          |
| Patrick Roest   | 1500 m      | 1:44,86  |          |
| Jan Smeekens    | 500 m       | 34,930   | 10.      |
| Kai Verbij      | 500 m       | 34,90    | 9.       |
| Kai Verbij      | 1000 m      | 1:08,61  | 6.       |
| Koen Verweij    | 1000 m      | 1:09,14  | 9.       |
| Koen Verweij    | 1500 m      | 1:46,26  | 11.      |
| Bob de Vries    | 5000 m      | 6:22,26  | 15.      |

Női
| Versenyző              | Versenyszám | Eredmény | Helyezés |
| ---------------------- | ----------- | -------- | -------- |
| Carlijn Achtereekte    | 3000 m      | 3:59,21  |          |
| Lotte van Beek         | 1500 m      | 1:55,27  | 4.       |
| Lotte van Beek         | 500 m       | 39,18    | 23.      |
| Anice Das              | 500 m       | 38,75    | 19.      |
| Antoinette de Jong     | 3000 m      | 4:00,02  |          |
| Marrit Leenstra        | 1000 m      | 1:14,85  | 6.       |
| Marrit Leenstra        | 1500 m      | 1:55,26  |          |
| Jorien ter Mors        | 500 m       | 37,539   | 6.       |
| Jorien ter Mors        | 1000 m      | 1:13,56  |          |
| Esmee Visser           | 5000 m      | 6:50,23  |          |
| Annouk van der Weijden | 5000 m      | 6:54,17  | 4.       |
| Ireen Wüst             | 1000 m      | 1:15,32  | 9.       |
| Ireen Wüst             | 1500 m      | 1:54,35  |          |
| Ireen Wüst             | 3000 m      | 3:59,29  |          |

Tömegrajtos
| Versenyző              | Versenyszám | Elődöntő | Elődöntő | Elődöntő | Döntő | Döntő   | Döntő    |
| Versenyző              | Versenyszám | Pont     | Idő      | Hely.    | Pont  | Idő     | Helyezés |
| ---------------------- | ----------- | -------- | -------- | -------- | ----- | ------- | -------- |
| Sven Kramer            | Férfi       | 6        | 8:24,51  | 4.       | 0     | 8:13,95 | 16.      |
| Koen Verweij           | Férfi       | 5        | 8:44,90  | 5.       | 20    | 7:44,24 |          |
| Irene Schouten         | Női         | 5        | 8:54,94  | 4.       | 20    | 8:33,02 |          |
| Annouk van der Weijden | Női         | 40       | 8:32,31  | 2.       | 0.    | 8:42,19 | 14.      |

Csapatverseny
| Versenyző                                                    | Versenyszám | Negyeddöntő                         | Negyeddöntő | Elődöntő                            | Elődöntő | Döntő                                        | Döntő    | Döntő |
| Versenyző                                                    | Versenyszám | Ellenfél Idő                        | Hely.       | Ellenfél Idő                        | Hely.    | Ellenfél Idő                                 | Helyezés |       |
| ------------------------------------------------------------ | ----------- | ----------------------------------- | ----------- | ----------------------------------- | -------- | -------------------------------------------- | -------- | ----- |
| Jan Blokhuijsen Sven Kramer Koen Verweij Patrick Roest       | Férfi       | Egyesült Államok (USA) · Gy 3:40,03 | 2.          | Norvégia (NOR) · V 3:38,46          | 2.       | Bronzmérkőzés · Új-Zéland (NZL) · Gy 3:38,40 |          |       |
| Antoinette de Jong Marrit Leenstra Ireen Wüst Lotte van Beek | Női         | Dél-Korea (KOR) · Gy 2:55,61        | 1.          | Egyesült Államok (USA) · Gy 3:00,41 | 1.       | Japán (JPN) · V 2:55,48                      |          |       |

## Rövidpályás gyorskorcsolya
Férfi
| Versenyző                                                 | Versenyszám  | Előfutam | Előfutam | Negyeddöntő | Negyeddöntő | Elődöntő | Elődöntő | B döntő | B döntő | Döntő    | Döntő   | Helyezés |
| Versenyző                                                 | Versenyszám  | Idő      | Hely.    | Idő         | Hely.       | Idő      | Hely.    | Idő     | Hely.   | Idő      | Hely.   | Helyezés |
| --------------------------------------------------------- | ------------ | -------- | -------- | ----------- | ----------- | -------- | -------- | ------- | ------- | -------- | ------- | -------- |
| Daan Breeuwsma                                            | 500 m        | 40,806   | 2.       | 40,677      | 2.          | 40,775   | 4.       | 40,835  | 3.      |          |         | 7.       |
| Daan Breeuwsma                                            | 1000 m       | 1:24,429 | 4.       | kiesett     | kiesett     | kiesett  | kiesett  | kiesett | kiesett | kiesett  | kiesett | 26.      |
| Dylan Hoogerwerf                                          | 500 m        | 40,657   | 2.       | 41,007      | 3.          | kiesett  | kiesett  | kiesett | kiesett | kiesett  | kiesett | 11.      |
| Sjinkie Knegt                                             | 500 m        | kizárták | kizárták | kiesett     | kiesett     | kiesett  | kiesett  | kiesett | kiesett | kiesett  | kiesett | –        |
| Sjinkie Knegt                                             | 1000 m       | 1:23,823 | 1.       | kizárták    | kizárták    | kiesett  | kiesett  | kiesett | kiesett | kiesett  | kiesett | 16.      |
| Sjinkie Knegt                                             | 1500 m       | 2:15,949 | 3.       |             |             | 2:11,900 | 1.       |         |         | 2:10,555 | 2.      |          |
| Itzhak de Laat                                            | 1000 m       | 1:24,639 | 1.       | 1:24,423    | 3.          | kiesett  | kiesett  | kiesett | kiesett | kiesett  | kiesett | 10.      |
| Itzhak de Laat                                            | 1500 m       | 2:15,691 | 2.       |             |             | 2:11,781 | 3. ADV   |         |         | 2:12,362 | 6.      | 6.       |
| Daan Breeuwsma Sjinkie Knegt Itzhak de Laat Dennis Visser | 5000 m váltó |          |          |             |             | kizárták | kizárták | kiesett | kiesett | kiesett  | kiesett | –        |

- Tartalék: Dylan Hoogerwerf

Női
| Versenyző                                                           | Versenyszám  | Előfutam      | Előfutam      | Negyeddöntő | Negyeddöntő | Elődöntő | Elődöntő | B döntő  | B döntő | Döntő    | Döntő   | Helyezés |
| Versenyző                                                           | Versenyszám  | Idő           | Hely.         | Idő         | Hely.       | Idő      | Hely.    | Idő      | Hely.   | Idő      | Hely.   | Helyezés |
| ------------------------------------------------------------------- | ------------ | ------------- | ------------- | ----------- | ----------- | -------- | -------- | -------- | ------- | -------- | ------- | -------- |
| Yara van Kerkhof                                                    | 500 m        | 43,430        | 2.            | 43,197      | 2.          | 43,192   | 1.       |          |         | 43,256   | 2.      |          |
| Yara van Kerkhof                                                    | 1000 m       | 1:43,364      | 2.            | 1:29,670    | 4.          | kiesett  | kiesett  | kiesett  | kiesett | kiesett  | kiesett | 14.      |
| Jorien ter Mors                                                     | 1500 m       | 2:28,587      | 2.            |             |             | 2:34,385 | 1.       |          |         | 2:25,955 | 5.      | 5.       |
| Lara van Ruijven                                                    | 500 m        | 43,771        | 3.            | kiesett     | kiesett     | kiesett  | kiesett  | kiesett  | kiesett | kiesett  | kiesett | 20.      |
| Lara van Ruijven                                                    | 1000 m       | 1:30,896      | 1.            | 1:31,754    | 4.          | kiesett  | kiesett  | kiesett  | kiesett | kiesett  | kiesett | 13.      |
| Suzanne Schulting                                                   | 500 m        | nem ért célba | nem ért célba | kiesett     | kiesett     | kiesett  | kiesett  | kiesett  | kiesett | kiesett  | kiesett | –        |
| Suzanne Schulting                                                   | 1000 m       | 1:29,519      | 1.            | 1:29,377    | 2.          | 1:30,949 | 1.       |          |         | 1:29,778 | 1.      |          |
| Suzanne Schulting                                                   | 1500 m       | 2:27,730      | 1.            |             |             | 2:34,632 | 4.       | 2:37,163 | 3.      |          |         | 10.      |
| Yara van Kerkhof Jorien ter Mors Lara van Ruijven Suzanne Schulting | 3000 m váltó |               |               |             |             | 4:05,977 | 3.       |          |         | 4:03,471 | 3.      |          |

- Tartalék: Rianne de Vries

## Snowboard
Akrobatika
Férfi
| Versenyző           | Versenyszám | Selejtező                  | Selejtező                  | Selejtező                  | Selejtező                  | Döntő                      | Döntő                      | Döntő                      | Döntő                      | Döntő                      |
| Versenyző           | Versenyszám | 1. futam                   | 2. futam                   | Jobb eredmény              | Hely.                      | 1. futam                   | 2. futam                   | 3. futam                   | Jobb eredmény              | Helyezés                   |
| ------------------- | ----------- | -------------------------- | -------------------------- | -------------------------- | -------------------------- | -------------------------- | -------------------------- | -------------------------- | -------------------------- | -------------------------- |
| Niek van der Velden | Slopestyle  | sérülés miatt visszalépett | sérülés miatt visszalépett | sérülés miatt visszalépett | sérülés miatt visszalépett | sérülés miatt visszalépett | sérülés miatt visszalépett | sérülés miatt visszalépett | sérülés miatt visszalépett | sérülés miatt visszalépett |
| Niek van der Velden | Big air     | sérülés miatt visszalépett | sérülés miatt visszalépett | sérülés miatt visszalépett | sérülés miatt visszalépett | sérülés miatt visszalépett | sérülés miatt visszalépett | sérülés miatt visszalépett | sérülés miatt visszalépett | sérülés miatt visszalépett |

Női
| Versenyző   | Versenyszám | Selejtező | Selejtező | Selejtező     | Selejtező | Döntő    | Döntő    | Döntő    | Döntő         | Döntő    |
| Versenyző   | Versenyszám | 1. futam  | 2. futam  | Jobb eredmény | Hely.     | 1. futam | 2. futam | 3. futam | Jobb eredmény | Helyezés |
| ----------- | ----------- | --------- | --------- | ------------- | --------- | -------- | -------- | -------- | ------------- | -------- |
| Cheryl Maas | Slopestyle  | törölve   | törölve   | törölve       | törölve   | 31,71    | 35,30    | törölve  | 35,30         | 23.      |
| Cheryl Maas | Big air     | 65,00     | 44,75     | 65,00         | 20.       | kiesett  | kiesett  | kiesett  | kiesett       | kiesett  |

Parallel giant slalom
| Versenyző       | Versenyszám | Selejtező | Selejtező | Nyolcaddöntő      | Negyeddöntő       | Elődöntő          | Döntő             | Helyezés |
| Versenyző       | Versenyszám | Idő       | Hely.     | Ellenfél Eredmény | Ellenfél Eredmény | Ellenfél Eredmény | Ellenfél Eredmény | Helyezés |
| --------------- | ----------- | --------- | --------- | ----------------- | ----------------- | ----------------- | ----------------- | -------- |
| Michelle Dekker | Női         | 1:33,60   | 17.       | kiesett           | kiesett           | kiesett           | kiesett           | 17.      |

## Szkeleton
| Versenyző     | Versenyszám | 1. futam | 1. futam | 2. futam | 2. futam | 3. futam | 3. futam | 4. futam | 4. futam | Összesítés | Összesítés |
| Versenyző     | Versenyszám | Idő      | Hely.    | Idő      | Hely.    | Idő      | Hely.    | Idő      | Hely.    | Idő        | Helyezés   |
| ------------- | ----------- | -------- | -------- | -------- | -------- | -------- | -------- | -------- | -------- | ---------- | ---------- |
| Kimberley Bos | Női         | 52,33    | 8.       | 52,26    | 7.       | 51,99    | 6.       | 52,01    | 7.       | 3:28,59    | 8.         |